# IAAF World Athletics Final
Le IAAF World Athletics Final (a volte note come Finali mondiali dell'atletica) erano una competizione di atletica leggera, organizzata dalla IAAF (la Federazione internazionale di atletica leggera), che si disputava annualmente. La prima edizione si è tenuta nel 2003, in sostituzione delle IAAF Grand Prix Final, mentre l'ultima si è disputata nel 2009.

## Edizioni
| Ed. | Anno | Data            | Città       | Nazione  | Sede                     | No. di eventi |
| --- | ---- | --------------- | ----------- | -------- | ------------------------ | ------------- |
| 1   | 2003 | 13–14 settembre | Fontvieille | Monaco   | Stadio Louis II          | 33            |
| 1   | 2003 | 7 settembre     | Szombathely | Ungheria | Stadion Rohonci Út       | 2             |
| 2   | 2004 | 18–19 settembre | Fontvieille | Monaco   | Stadio Louis II          | 33            |
| 2   | 2004 | 5 settembre     | Szombathely | Ungheria | Stadion Rohonci Út       | 2             |
| 3   | 2005 | 9–10 settembre  | Fontvieille | Monaco   | Stadio Louis II          | 34            |
| 3   | 2005 | 3 settembre     | Szombathely | Ungheria | Stadion Rohonci Út       | 2             |
| 4   | 2006 | 9–10 settembre  | Stoccarda   | Germania | Gottlieb-Daimler-Stadion | 36            |
| 5   | 2007 | 22–23 settembre | Stoccarda   | Germania | Gottlieb-Daimler-Stadion | 36            |
| 6   | 2008 | 13–14 settembre | Stoccarda   | Germania | Mercedes-Benz Arena      | 36            |
| 7   | 2009 | 12–13 settembre | Salonicco   | Grecia   | Kaftanzoglio Stadium     | 36            |